# Chateau d'Estavayer le Lac
Chateau d'Estavayer le Lac är ett slott i Schweiz. Det ligger i distriktet Broye och kantonen Fribourg, i den västra delen av landet. Chateau d'Estavayer le Lac ligger 459 meter över havet. Det ligger vid Neuchâtelsjön i Estavayer-le-Lac.
Terrängen runt Chateau d'Estavayer le Lac är platt åt nordost, men åt sydväst är den kuperad.